# Wiktor Andriejew
Wiktor Aleksandrowicz Andriejew, ros. Виктор Александрович Андреев (ur. 1899 w Moskwie, zm. ?) – rosyjski, a następnie radziecki wojskowy, emigracyjny działacz wojskowy, tłumacz w tzw. rosyjskim oddziale 9 Armii, współpracownik Abwehry podczas II wojny światowej
Ukończył  Aleksiejewską Szkołę Wojskową. Podczas wojny domowej w Rosji służył jako oficer w wojskach gen. Antona Denikina, a następnie gen. Piotra Wrangla. Po klęsce Białych jesienią 1920 r., wstąpił do armii bolszewickiej, w której służył do sierpnia 1924 r. Następnie pracował w rejonowym komitecie żywnościowym w Melitopolu, a potem jako buchalter w banku państwowym w Moskwie. W 1928 r. wyjechał do Niemiec. Został członkiem Rosyjskiego Związku Ogólnowojskowego (ROWS). Po ataku wojsk niemieckich na ZSRR 22 czerwca 1941 r.służył jako tłumacz  w tzw. rosyjskim oddziale niemieckiej 9 Armii. Odkomenderowano go do 1 oddziału sztabu 6 Dywizji Piechoty. Następnie prowadził werbunek agentury spośród jeńców wojennych z Armii Czerwonej w obozie jenieckim w okupowanym Rżewie. Dalsze jego losy są nieznane.